# António Feijó

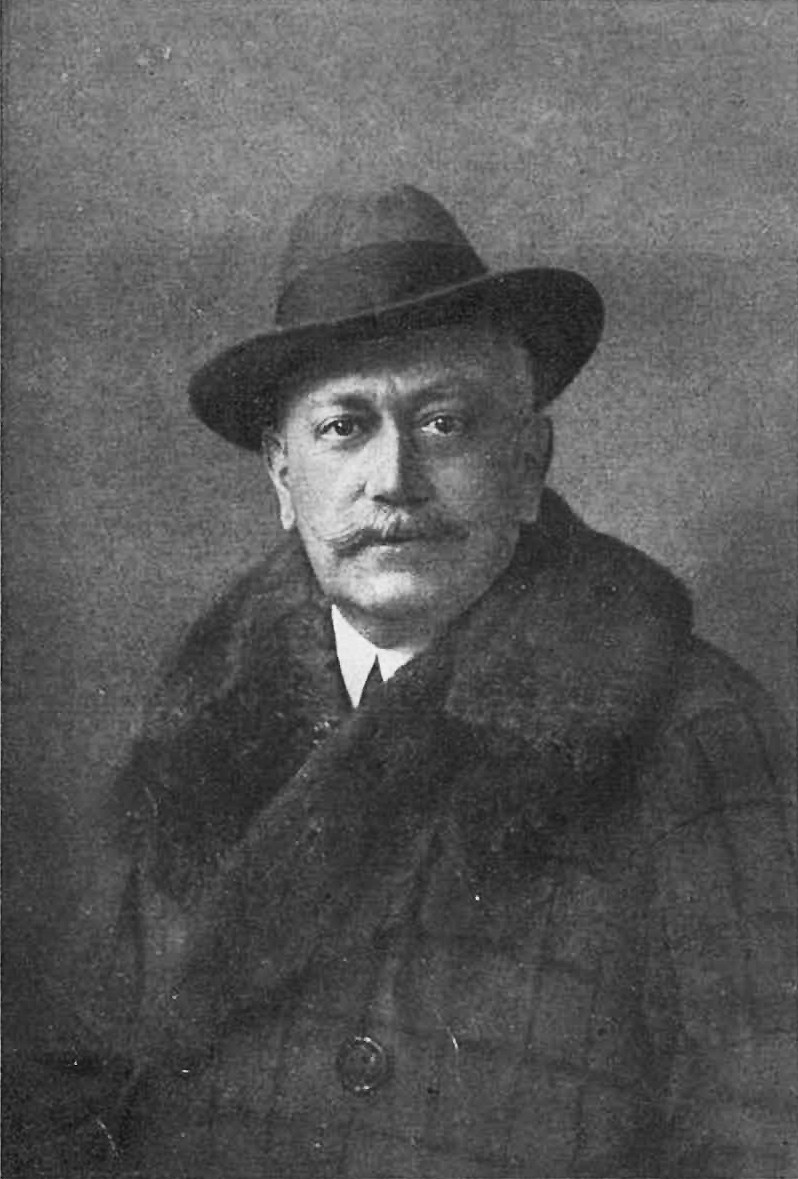

António Joaquim de Castro Feijó, född 1 juni 1859, död 20 juni 1917, var en portugisisk diplomat och poet.
Som portugisisk chargé d’affaires i Stockholm från 1893 och minister för Skandinavien från 1902 blev Feijó fast stationerad i Stockholm, där han förblev till sin död. 
Redan som helt ung hade han anslutit sig till Coimbraskolans parnasianismo, vars chef var Antero de Quental. Influenser från denne finns på många ställen i Feijós lyrik.
De framträder främst i diktsamlingarna Sacerdos magnus (1881), Lyricas e bucolias (1884) och Ilha dos amores (1897). I motsats till dessa dikter har Bailatas (1907) en glad och humoristisk ton. 
Feijó har översatt August Strindbergs "Lycko-Pers resa" till portugisiska. Några av Feijós lyriska dikter är översatta till svenska av Göran Björkman i Fallna blad (1893) och Dikter (1895).